# Astroma uretai
Astroma uretai är en insektsart som beskrevs av Cândido Firmino de Mello-Leitão 1939. 
Astroma uretai ingår i släktet Astroma och familjen Proscopiidae. Inga underarter finns listade i Catalogue of Life.